# Quest Joint Airlock

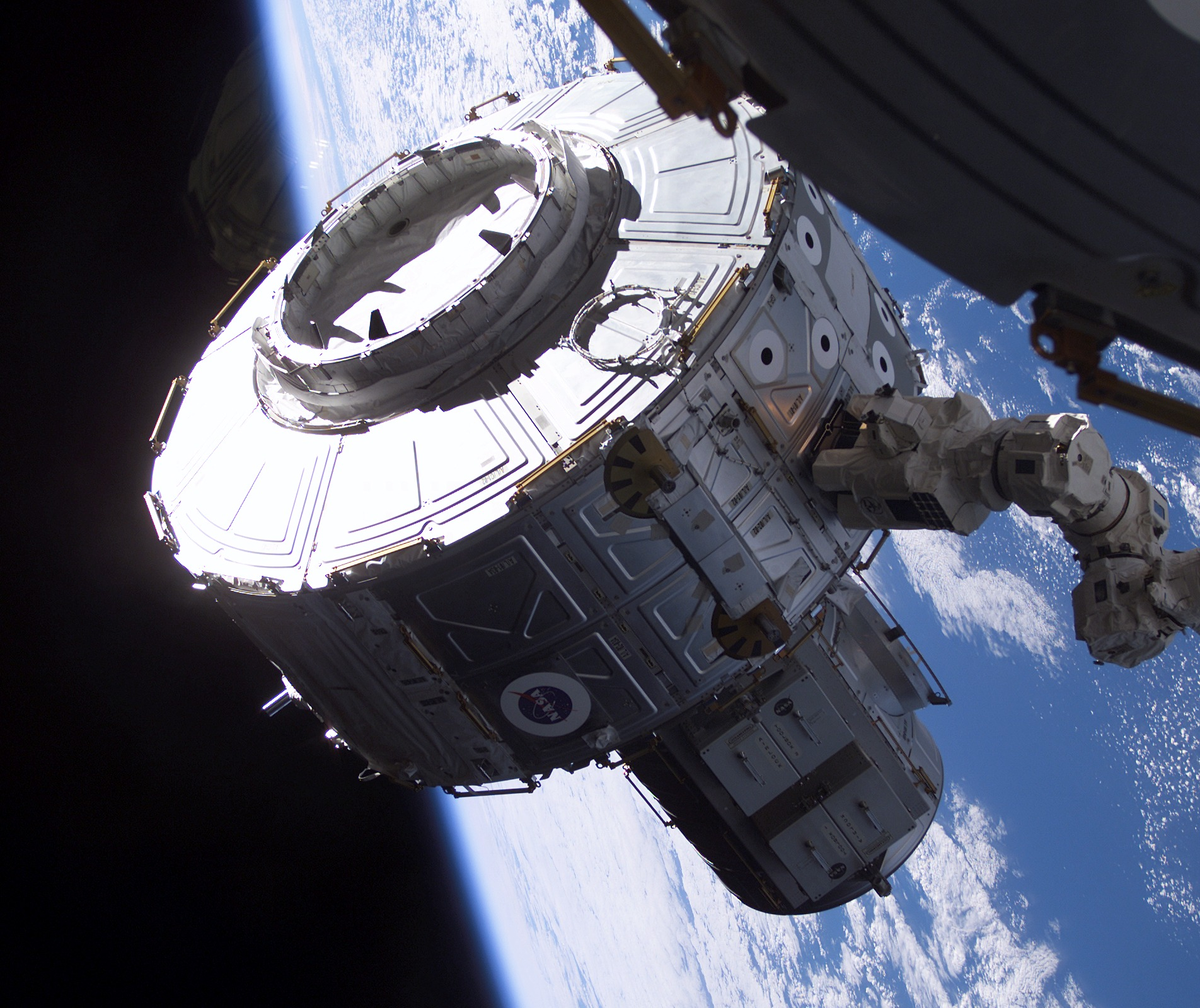
Quest Joint Airlock

Nút không khí ghép nối Quest (Quest Joint Airlock) là một bộ phận được điều áp của Trạm không gian quốc tế. Khoang này gồm có 2 buồng hình trụ được ghép nối với nhau bằng một vách ngăn và một cửa sập. Đây là nơi bắt đầu chủ yếu của các chuyến đi bộ không gian xuất phát từ trạm. Nút không khí này được lắp ghép vào cổng kết nối bên mạn phải của Unity.

## Lịch sử
Nút không khí được lắp ghép vào trạm ngày 15 tháng 7 năm 2001 trong chuyến bay STS-104 của tàu con thoi Atlantis. Khoang này được thiết kế và xây dựng bởi Boeing tại Trung tâm không gian Marshall tại Huntsville, Alabama. Nó được chuyển tới Trung tâm không gian Kennedy tại tiểu bang Florida tháng 9 năm 2000 để kiểm tra và hoàn thiện lớp vỏ bảo vệ.

## Chức năng
Nút không khí này là nơi để các phi hành gia chuẩn bị và bắt đầu các chuyến đi bộ không gian cũng như là nơi các phi hành gia trở về trạm khi chuyến đi bộ kết thúc. Nó có 2 nhiệm vụ chính: giữ không khí không bị thoát ra ngoài không gian khi cửa ra bên ngoài được mở ra và điều hòa áp suất trước khi một phi hành gia trở về hay rời khỏi ISS. Nút không khí ghép nối có thể hỗ trợ các bộ quần áo phi hành gia của cả Mỹ và Nga cho các chuyến đi bộ. Nó cũng được dùng làm nơi tích trữ các bộ phận di động phục vụ cho các chuyến đi bộ không gian (Extravehicular Mobility Unit – EMU). Đây là bộ phận đầu tiên trên trạm phục vụ cho các chuyến đi bộ không gian. Một khoang khác cũng có chức năng tương tự là khoang đậu Pirs của Nga được phóng lên sau đó. Sự có mặt của nút không khí giúp các phi hành gia có thể thực hiện các chuyến đi bộ trong không gian để thực hiện việc lắp ghép và bảo trì trạm khi không có sự hiện diện của tàu con thoi trên trạm.

## Kỹ thuật

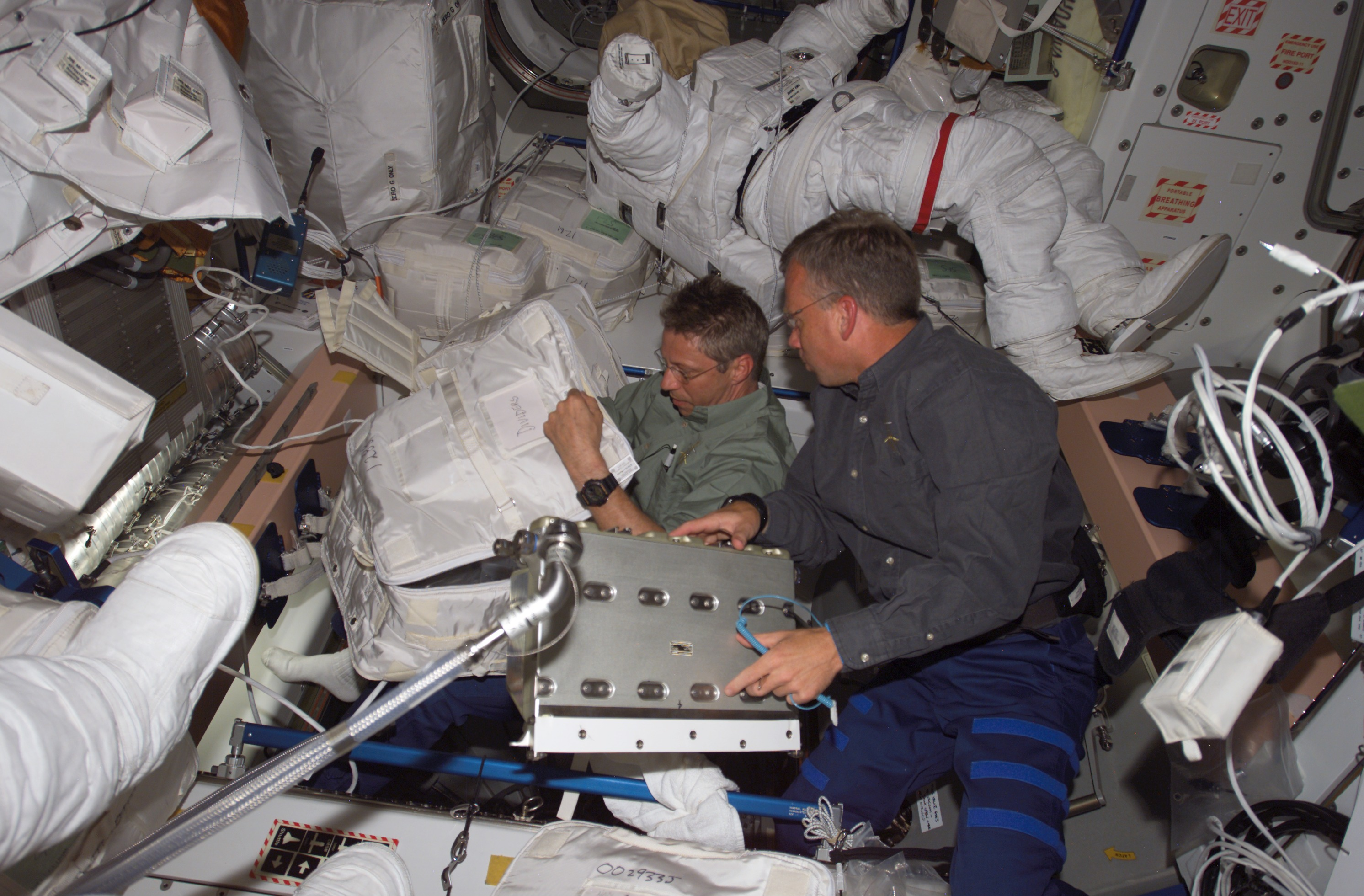
Các phi hành gia làm việc bên trong Quest Joint Airlock

Giống như phần lớn các module khác trên trạm, nút không khí ghép nối Quest được chế tạo từ nhôm. Nó có bề dài 5,5 m và đường kính 4 m, khối lượng 6.046 kg và thể tích 34 m³. Nó gồm có 2 gian: gian phi hành gia hình trụ nhỏ là nơi các phi hành gia trở vào hoặc ra khỏi trạm, và gian thiết bị hình trụ lớn là nơi những người tham gia vào chuyến đi bộ không gian mặc hoặc cởi bộ quần áo du hành của họ cũng như sắp xếp các dụng cụ cần thiết. Sự kết hợp của một bơm giảm áp và van điều hòa áp suất trên các cửa sập giúp tạo ra khả năng tăng giảm áp suất bên trong nút không khí. Nút không khí ghép nối làm mất ít không khí ra ngoài không gian hơn khi thực hiện các chuyến đi bộ không gian so với nút không khí bên trong các tàu con thoi.

## Các bể chứa khí áp suất cao
Có 4 bể chứa khí áp suất cao (high-pressure gas tank) được lắp đặt xung quanh phía bên ngoài nút không khí, 2 bể chứa oxy và 2 bể chứa nitơ, mỗi bể có đường kính 0,9 m, được bảo vệ bởi các tấm bảo vệ và các lớp cách nhiệt. Module hậu cần Zvezda cung cấp các khí này cho trạm ISS. Các bể khí áp suất cao giúp tăng khả năng cung cấp các khí này cho trạm. Các bể này cũng được thiết kế và chế tạo bởi hãng Boeing tại trung tâm không gian Marshall. Các bể này được bọc bởi vật liệu sợi cacbon, thể tích mỗi bể 0,42 m³.

## Bên lề
Chuyến đi bộ không gian đầu tiên được thực hiện từ nút không khí này diễn ra vào ngày 20 tháng 7 năm 2001 bởi 2 phi hành gia Carl Walz và Daniel Bursch. Chuyến đi bộ đầu tiên xuất phát từ khoang này mà không có sự hiện diện trên trạm của một tàu con thoi là vào ngày 20 tháng 2 năm 2002.